# Karien van Gennip
Catharina Elisabeth Godefrida van Gennip, dite Karien van Gennip, née le 3 octobre 1968 à Leidschendam, est une femme politique et dirigeante d'entreprise néerlandaise, membre de l'Appel chrétien-démocrate (CDA).
Elle est ministre des Affaires sociales et de l'Emploi dans le quatrième cabinet de Mark Rutte du 10 janvier 2022 au 2 juillet 2024. Elle est auparavant secrétaire d'État aux Affaires économiques du 27 mai 2003 au 22 février 2007, puis directrice des affaires européennes et internationales du groupe ING, nommée le 8 septembre 2008, ainsi que directrice générale d'ING Bank France du 1er octobre 2015 au 1er novembre 2020.

## Biographie
Karien van Gennip, née en 1968 dans la banlieue de La Haye, est l'aînée de trois sœurs. Sa mère est sociologue à Rotterdam, tandis que son père, Jos van Gennip, est un futur sénateur pour l'Appel chrétien-démocrate (1991-2007), alors salarié de l'organisation catholique pour l'aide et le développement Cordaid, dont Karien van Gennip deviendra vice-présidente du conseil de surveillance.
Elle découvre la politique à l'université et rejoint un parti étudiant, en militant pour prolonger la durée de la maîtrise scientifique. McKinsey & Company l'embauche un an avant l'obtention de son diplôme.
Elle étudie l'ingénierie physique appliquée à l'université de technologie de Delft, puis obtient en 1995 une maîtrise en administration des affaires à l'Institut européen d'administration des affaires (INSEAD). Elle travaille pour McKinsey & Company à Amsterdam et San Francisco, ainsi que comme chef de projet à l'Autorité néerlandaise des marchés financiers (AFM) à Amsterdam.
De 2003 à 2007, elle est secrétaire d'État aux Affaires économiques sous le deuxième et troisième cabinet de Jan Peter Balkenende. Aux élections législatives anticipées du 22 novembre 2006, elle est placée à la 15e position sur la liste présentée par le CDA et ainsi élue représentante à la Seconde Chambre des États généraux, siégeant du 30 novembre 2006 au 3 septembre 2008, lorsqu'elle se retire de la vie politique pour rejoindre le groupe ING.
Karien van Gennip revient en politique en 2022, à la tête du ministère des Affaires sociales et de l'Emploi dans le quatrième cabinet de Mark Rutte. En juin suivant, elle se trouve au centre d'une controverse après avoir émis l'idée de faire venir des « jeunes de banlieues françaises » afin de pallier le manque de main d'œuvre aux Pays-Bas et de les « remettre sur le droit chemin ». À la Seconde Chambre, Thierry Baudet du Forum pour la démocratie lui demande si elle a déjà visité La Courneuve ou Saint-Denis, où il estime qu'il est fait preuve de « haine contre la France » et qu'il est donc indésirable que ces habitants s'installent aux Pays-Bas.

## Distinctions
En 2007, Karien van Gennip est nommée chevalier de l'ordre d'Orange-Nassau. En 2008, elle est élue parmi les « young global leaders » (« jeunes meneurs mondiaux ») du Forum économique mondial.
En 2016, Ségolène Royal, alors ministre française de l'Environnement, lui remet le prix Euronext/CDP Leadership UI qui distingue les performances environnementales d'ING Bank France. En 2021, elle est faite chevalier de la Légion d'honneur par l'ambassadeur de France aux Pays-Bas, Luis Vassy.

## Vie privée
Karien van Gennip est mariée et mère de quatre filles. Elle écrit une chronique dans le magazine féminin Margriet au sujet de son congé de maternité lorsqu'elle est secrétaire d'État. Elle vit à Paris lorsqu'elle travaille pour ING Bank France. Elle vit actuellement à Oegstgeest, au nord-ouest de Leyde.